# Hackslått
Hackslått är en benämning på en slåtter med lie eller skära i en stenig mark. Hackslått kan också vara benämningen på marken i sig, alltså en stenig ängsmark. Hackslått skiljer sig från vanlig slåtter med lie genom att den steniga marken gör att den vanliga cirkulära rörelsen vid lislåtter inte kan användas fullt ut. Man får istället använda sig av mindre rörelser som i sig kan liknas vid att man hackar sig fram och därav uttrycket hackslått. Hackslåttern är tidskrävande och kräver i regel utökad teknik jämfört med vanliga ängsslåtter. Det är en ängstyp som är på tillbakagång mer än någon annan. 
Tidsåtgången för slåtter med lie i hackslått är mycket större än slåtter på vanlig äng. Varje ängsmark måste bedömas utifrån dess unika karaktär och det är således svårt att säga exakt hur lång tid en hackslått tar. Ett riktmärke är dock att det tar mellan 80 och 120 timmar per hektar. Eftersom marken är stenig är det också mycket svårt att tidsoptimera själva slåttern. Fokus ligger istället på att undvika att slå i stenar. Att skärpa upp lien efter att ha slagit i en sten är ofta en betydligt mer tidskrävande uppgift än att gå relativt långsamt och försiktigt fram, och undvika att slå i stenar.
Efter själva hackslåtten tillkommer hanteringen av höet, vilket också en tidskrävande uppgift. Stenarna gör att räfsan blir mer svårhanterlig och det är svårt att systematiskt arbeta sig fram över ängen. Jämfört med en vanlig äng kan man i vissa fall räkna med den dubbla tiden för höhanteringen.